# Karlin Studios
Karlin Studios (KS) jsou pražským spolkem zaměřeným na výtvarné umění. Mezi roky 2005–2016 sídlil v tovární hale ČKD v Praze 8-Karlíně, od května 2017 našel nový domov v kulturně-společenském projektu v Karlínských kasárnách.

## Historie KS
Spolek Karlin Studios byl vytvořen roku 2005 italským architektem Albertem Di Stefanem ve spolupráci s Jiřím Davidem. Vznikl v Karlíně, čtvrti, která byla o tři roky dříve zasažena katastrofální povodní a postupně probíhal její přerod do dnešní podoby. Jednalo se ve své době o první industriální prostor v Praze, který v sobě po skončení průmyslové produkce spojoval výstavní prostory s ateliéry umělců a místem pro rezidenční pobyty.
V období, kdy končil provoz Karlin Studios v ČKD, se o program galerie staral produkční tým galerie FUTURA – Michal Novotný a Caroline Krzyszton. Vedle samotných KS sídlily v budově další výstavní prostory – galerie k.art.on a K4. Byl zde prostor pro čtrnáct ateliérů a studio pro zahraničního rezidenta.
V roce 2015 oznámil majitel budovy – developerská firma M2 – ukončení pronájmu. KS dosáhli po dvouletém vyjednávání dohodu s pražským magistrátem, který jim nabídl k zápůjčce halu č. 40 v Holešovické tržnici. Ta dvacet let byla prázdná a město pro ní nemělo žádné uplatnění. Bezplatná půjčka budovy na dobu pěti let pak byla schválena 26. ledna 2016 Radou hlavního města Prahy a na jaře už byla k podpisu připravená i nájemní smlouva. Majetková komise hlavního města Prahy však 21. června 2016 na poslední chvíli přiklepla pronájem holešovické haly někomu jinému – společnosti OSE Czech Republic a festival Signal. Radní pro majetek Karel Grabein Procházka odmítl se spolkem o záležitosti jakkoli diskutovat.
Karlin Studios po půlročním bezdomovectví získaly nové prostory v Karlínských kasárnách v rámci projektu "kulturního developera" Matěje Velka. Tříletý pronájem prostor bývalých kasáren vznikl na základě spolupráce ministra spravedlnosti Roberta Pelikána a zástupce starosty městské části Praha 8 Petra Vilguse.